# Charles L. Henry

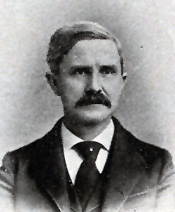
Charles L. Henry

Charles Lewis Henry (* 1. Juli 1849 in Green, Hancock County, Indiana; † 2. Mai 1927 in Indianapolis, Indiana) war ein US-amerikanischer Politiker. Zwischen 1895 und 1899 vertrat er den Bundesstaat Indiana im US-Repräsentantenhaus.

## Werdegang
Noch in seiner Kindheit zog Charles Henry mit seinen Eltern nach Pendleton, wo er die öffentlichen Schulen besuchte. Später studierte er an der Asbury University, der heutigen DePauw University in Greencastle. Nach einem anschließenden Jurastudium an der Indiana University in Bloomington und seiner im Jahr 1872 erfolgten Zulassung als Rechtsanwalt begann er in Pendleton in diesem Beruf zu arbeiten. Seit 1875 lebte er in Anderson.
Politisch war Henry Mitglied der Republikanischen Partei. In den Jahren 1880, 1881 und 1883 gehörte er dem Senat von Indiana an. Bei den Kongresswahlen des Jahres 1894 wurde er im siebten Wahlbezirk seines Staates in das US-Repräsentantenhaus in Washington, D.C. gewählt, wo er am 4. März 1895 die Nachfolge von William D. Bynum antrat. Nach einer Wiederwahl konnte er bis zum 3. März 1899 zwei Legislaturperioden im Kongress absolvieren. Seit 1897 vertrat er als Nachfolger von George W. Faris den achten Distrikt von Indiana. In seine Zeit als Kongressabgeordneter fiel der Spanisch-Amerikanische Krieg von 1898.
Im Jahr 1898 verzichtete Charles Henry auf eine erneute Kandidatur. Nach seinem Ausscheiden aus dem US-Repräsentantenhaus befasste er sich vor allem mit dem elektrischen Eisenbahnsystem in innerstädtischen Bereichen. Später wurde er Präsident der Indianapolis & Cincinnati Traction Co. Charles Henry starb am 2. Mai 1927 in Indianapolis.